# Fruta de Leite
Fruta de Leite is een gemeente in de Braziliaanse deelstaat Minas Gerais. De gemeente telt 6.426 inwoners (schatting 2009).

## Aangrenzende gemeenten
De gemeente grenst aan Grão Mogol, Novorizonte, Padre Carvalho, Riacho dos Machados, Rio Pardo de Minas, Rubelita en Salinas.